# Герб Нікопольського району
Герб Ні́копольського райо́ну затверджений 2 жовтня 2001 р. рішенням № 193-17/XXIІ сесії Нікопольської районної ради.
Автори — В. Д. Валсамаки, В. І. Живогляд.

## Опис
Щит скошений зліва, на верхньому червоному полі золотий козак скаче на срібному коні тримає у лівиці золотий спис із золотим прапорцем, на нижньому лазуровому полі стилізований золотий колосок у вигляді пекторалі, на лінії розділу полів — п'ять срібних восьмипроменевих зірок у перев'яз, з яких дві крайні у 1,5 рази менші за розміром.

## Значення
Козак-вершник зі зброєю втілює образ захисника рідної землі, символізує невпинний рух українського народу до свободи й незалежності.
Зображення пекторалі нагадує про всесвітньо відому археологічну знахідку — шийну прикрасу скіфських часів, знайдену на території району. Пектораль є символом древньої історії краю, який знаходився у центрі Скіфської держави.
П'ять зірок символізують п'ять із семи Запорізьких Січей, що протягом двохсот років перебували на території Нікопольщини: Томаківську (до 1593 р.), Базавлуцьку (1594–1638 р.р.), Микитинську (1639–1652 р.р.), Чортомлицьку (1652–1709 р.р.) та Нову-Підпільнянську (1734–1775 р.р.).
Червоний колір символізує любов до Вітчизни, мужність, сміливість і великодушність козацтва, лазуровий — чисті води Дніпра.